# Кушчевич, Бенхамин
Бенхамин Кушчевич Харамильо (исп. Benjamín Kuščević Jaramillo; 2 мая 1996 года, Сантьяго) — чилийский футболист, выступающий за «Палмейрас» и национальную сборную Чили. Играет на позиции центрального защитника.

## Клубная карьера
До 15 лет Кушчевич занимался футболом в школе клуба «Унион Эспаньола», затем в 2011 году продолжил обучение в клубе «Универсидад Католика». На протяжении трёх лет он выступал за молодёжный состав, а 18 мая 2014 года провёл свой первый официальный матч за первую команду — в Кубке Чили против «Курико Унидо». В том же году Кушчевич отправился в «Реал Мадрид», который арендовал его на год с возможностью выкупа за 4 млн евро. В Испании Бенхамин играл за молодёжный состав, в том числе в Юношеской лиге УЕФА, а также несколько раз привлекался к тренировкам с основным составом «Реала».
Летом 2015 года Кушчевич вернулся из «Реала» на родину и полгода продолжал выступать за молодёжный состав «Универсидада». В чемпионате Чили он дебютировал 6 февраля 2016 года в матче с клубом «Универсидад де Консепсьон». Вместе с «Католикой» Бенхамин выиграл три чемпионских титула (Клаусура и Апертура 2016 года, титул 2018 года), а также Суперкубок Чили 2016 года. Он отмечал в интервью, что не торопится возвращаться в Европу и хотел бы сформироваться как футболист в родной команде.
С 2020 года выступает за бразильский «Палмейрас». В розыгрыше Кубка Либертадорес 2020 сыграл только в одном матче, но также стал обладателем трофея. В следующем году во второй раз подряд стал обладателем Кубка Либертадорес. На этот раз сыграл в победной кампании «Палмейраса» два матча.

## Выступления за сборную
В 2013 году Кушчевич играл за сборную Чили на чемпионате Южной Америки среди юношеских команд. Он был основным игроком и принял участие во всех четырёх матчах группового этапа, который его сборная не сумела преодолеть.
В мае 2018 года Бенхамин впервые был вызван в национальную сборную Чили на серию товарищеских матчей с командами Румынии, Сербии и Польши. Все три матча он провёл в запасе, на поле не выходил. Кушчевич дебютировал за сборную 21 ноября 2018 года в товарищеском матче со сборной Гондураса, выйдя на замену в добавленное время.

## Статистика выступлений

### Клубная статистика
| Выступление          | Выступление      | Выступление      | Лига | Лига | Кубок | Кубок | Континент | Континент | Прочие | Прочие | Итого | Итого |
| Клуб                 | Лига             | Сезон            | Игры | Голы | Игры  | Голы  | Игры      | Голы      | Игры   | Голы   | Игры  | Голы  |
| -------------------- | ---------------- | ---------------- | ---- | ---- | ----- | ----- | --------- | --------- | ------ | ------ | ----- | ----- |
| Универсидад Католика | I                | 2014/2015        | 0    | 0    | 1     | 0     | 0         | 0         | —      | —      | 1     | 0     |
| Универсидад Католика | I                | 2015/2016        | 5    | 0    | 1     | 0     | 1         | 0         | —      | —      | 7     | 0     |
| Универсидад Католика | I                | 2016/2017        | 13   | 1    | 4     | 0     | 1         | 0         | 0      | 0      | 18    | 1     |
| Универсидад Католика | I                | 2017             | 6    | 1    | 3     | 0     | 4         | 0         | 1      | 1      | 14    | 2     |
| Универсидад Католика | I                | 2018             | 22   | 0    | 0     | 0     | 0         | 0         | —      | —      | 22    | 0     |
| Универсидад Католика | I                | 2019             | 4    | 0    | 0     | 0     | 1         | 0         | —      | —      | 5     | 0     |
| Универсидад Католика | Итого            | Итого            | 50   | 2    | 9     | 0     | 7         | 0         | 1      | 1      | 67    | 3     |
| Всего за карьеру     | Всего за карьеру | Всего за карьеру | 50   | 2    | 9     | 0     | 7         | 0         | 1      | 1      | 67    | 3     |

1. ↑  Кубок Либертадорес, Южноамериканский кубок.
2. ↑  Суперкубок Чили.

### Матчи за сборную
| № | Дата           | Оппонент | Счёт | Голы | Соревнование      |
| - | -------------- | -------- | ---- | ---- | ----------------- |
| 1 | 21 ноября 2018 | Гондурас | 4:1  | —    | Товарищеский матч |

Итого: сыграно матчей: 1 / забито голов: 0; победы: 1, ничьи: 0, поражения: 0.

## Достижения
- Чемпион Кубка Бразилии (1): 2020 (не играл)
- Чемпион Чили (3): Кл. 2016, Ап. 2016, 2018
- Обладатель Суперкубка Чили (2): 2016, 2019
- Обладатель Кубка Либертадорес (2): 2020, 2021